# Amymone
Dans la mythologie grecque, Amymone ou Amymoné (en grec ancien Αμυμωνη / Amumônê) est une des cinquante Danaïdes, filles de Danaos.
Lors de son arrivée à Argos, Danaos envoie ses filles chercher de l'eau car la ville était frappée de sécheresse. Amymone, en chassant un cerf, réveille un satyre, qui cherche à la violer. Poséidon entend l'appel au secours de la jeune fille et la sauve. Puis il s'unit à elle, lui révélant l'emplacement des sources autour de Lerne, ce qui permet à Amymone de ramener la fertilité dans la cité. Elle conçoit par ailleurs un fils, Nauplios, de ses amours avec le dieu.
Elle partage ensuite le sort de ses sœurs : unie à un des fils d'Égyptos, elle le tue au cours de sa nuit de noces et est condamnée au supplice des Danaïdes dans les Enfers.

## Sources
- Pseudo-Apollodore, Bibliothèque [détail des éditions] [lire en ligne] (II, 1, 4-5).
- Hygin, Fables [détail des éditions] [(la) lire en ligne] (CLXIX ; CLXX).